# 馬利尼夫
49°34′57″N 23°37′12″E / 49.58250°N 23.62000°E
馬利尼夫（烏克蘭語：Малинів），是烏克蘭西部的村莊，隸屬利維夫州的桑比爾區。該村始建於1805年，面積1.91平方公里，海拔高度268米，2024年人口27，人口密度每平方公里34.03人。